# Cantone di Bastia-3
Il Cantone di Bastia-3 è una divisione amministrativa dell'Arrondissement di Bastia.
È stato creato a seguito della riforma approvata con decreto del 26 febbraio 2014, che ha avuto attuazione dopo le elezioni dipartimentali del 2015, e comprende una parte del comune di Bastia.